# Atsuhiro Iwai
Atsuhiro Iwai (岩井 厚裕 Iwai Atsuhiro?), född 31 januari 1967 i Saitama prefektur, är en japansk före detta fotbollsspelare.
Iwai började sin karriär 1989 i All Nippon Airways (Yokohama Flügels). Med Yokohama Flügels vann han japanska cupen 1993. 1996 flyttade han till Avispa Fukuoka. Han avslutade karriären 1998.